# 崔康熙
崔 康熙（チェ・ガンヒ、朝鮮語: 최강희 1959年4月12日 - ）は、大韓民国の元サッカー選手、サッカー指導者。現在は中国サッカー・スーパーリーグの山東泰山足球倶楽部の監督を務めている。

## 経歴・人物
1959年4月12日、大韓民国京畿道楊平郡出身。
現役時代はディフェンスプレーヤー。1983年にスーパーリーグ浦項製鉄サッカー部に入団。リーグ戦3試合に出場。翌年の1984年に現代ホランイに移籍し、1992年までプレーした。1986年には現在のKリーグカップに相当するプロサッカー選手権でMVPを獲得。
その間、1986年に韓国代表に選出され、ソウルオリンピック（1988年）、1990年FIFAワールドカップ・イタリア大会に出場した。
1992年現役引退後に指導者となり、水原三星ブルーウィングス（1995年 - 2001年）ではトレーナーとコーチを務めた後、2002年から大韓サッカー協会入りし、ウンベルト・コエーリョ率いる韓国代表チームのコーチを2004年まで務めた。
2005年からは全北現代モータース監督に就任。「タッコン サッカー」を標榜し2009年と2011年にKリーグチャンピオンシップを獲得し、またAFCチャンピオンズリーグでは2006年に優勝を果たすなど、指導者として実績を積み重ねる。
2011年12月に趙広来監督の解任を受けて韓国代表監督に就任し、全北現代の監督を辞した。なお就任会見では「代表監督を務めるのはワールドカップブラジル大会アジア最終予選までで、仮にW杯出場を決めても本大会では指揮は執らない」とコメントしていた。アジア4次予選の最終戦でW杯出場を決めた翌日の2013年6月19日、当初の予定通り韓国代表監督の辞任を発表した。同年6月28日、全北現代監督に復帰。2015年、2017年、2018年とKリーグ1（2017年までKリーグクラシック）で3度の優勝、2016年にAFCチャンピオンズリーグで優勝。2018年で全北現代の監督を退任し、2019年より天津権健足球倶楽部の監督に就任したが、天津権健のオーナーが逮捕。天津権健との契約を解除し、1月19日に大連一方と契約を結んだ。

## タイトル

### 選手時代
現代ホランイ
- 韓国リーグカップ:1回（1986）

個人
- 韓国リーグカップ最優秀選手:1回（1986）
- Kリーグベストイレブン:4回（1985、1986、1988、1991）
- Kリーグ30年のベストイレブン（2013）

### 監督時代
全北現代モータース
- Kリーグ1:6回（2009、2011、2014、2015、2017、2018）
- 韓国FAカップ:1回（2005）
- AFCチャンピオンズリーグ:2回（2006、2016）

上海申花足球倶楽部
- 中国FAカップ:1回（2019）

個人
- Kリーグ年間最優秀監督:6回（2009、2011、2014、2015、2017、2018）
- AFC年間最優秀監督賞:1回（2016）